# غولبين
غولبين (بالإنجليزية: Gulbene)‏ هي منطقة سكنية تقع في لاتفيا في لاتفيا. يقدر عدد سكانها بـ 9,347 نسمة ومساحتها 11.898 كم2 .

## معرض صور

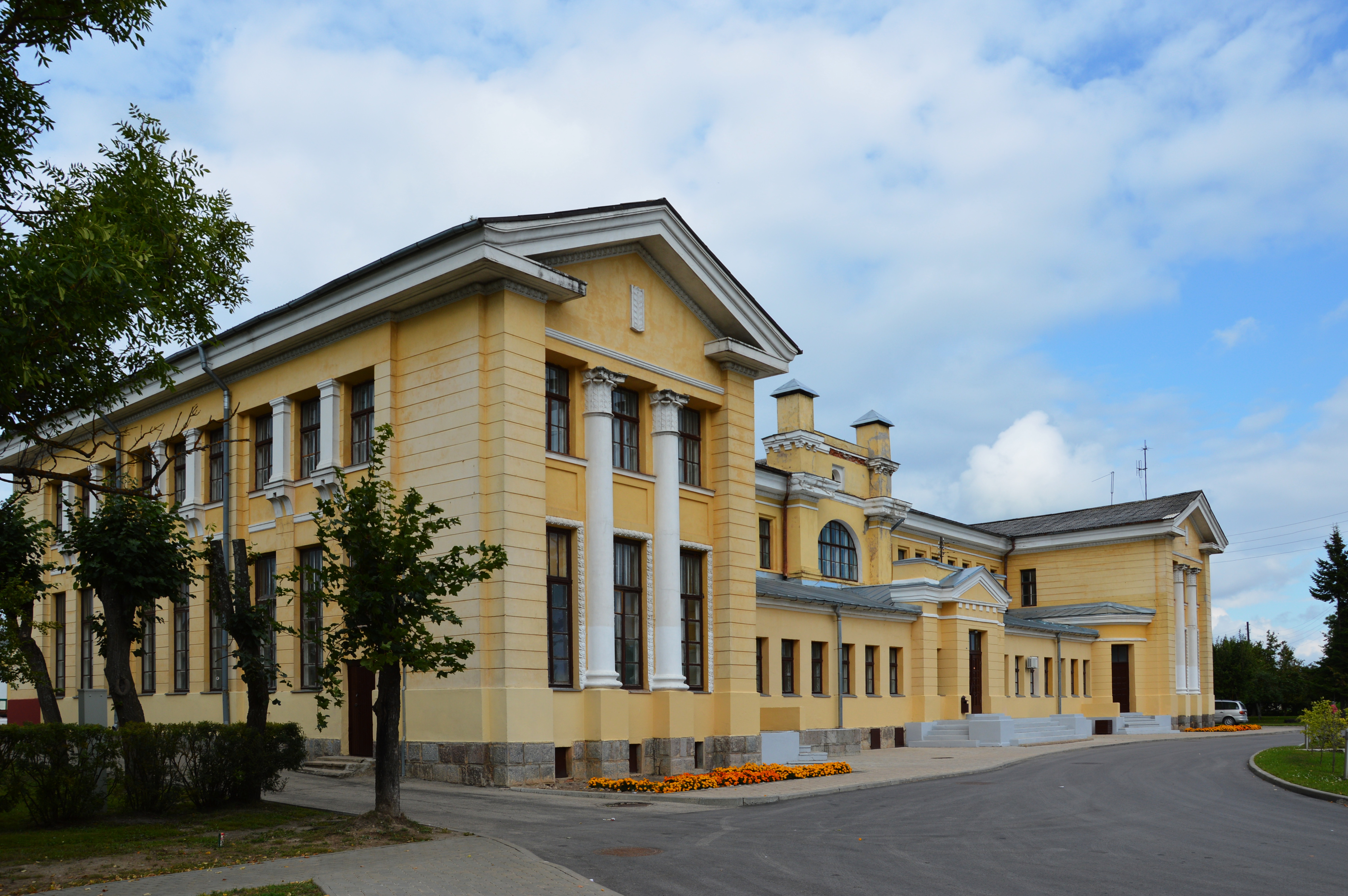
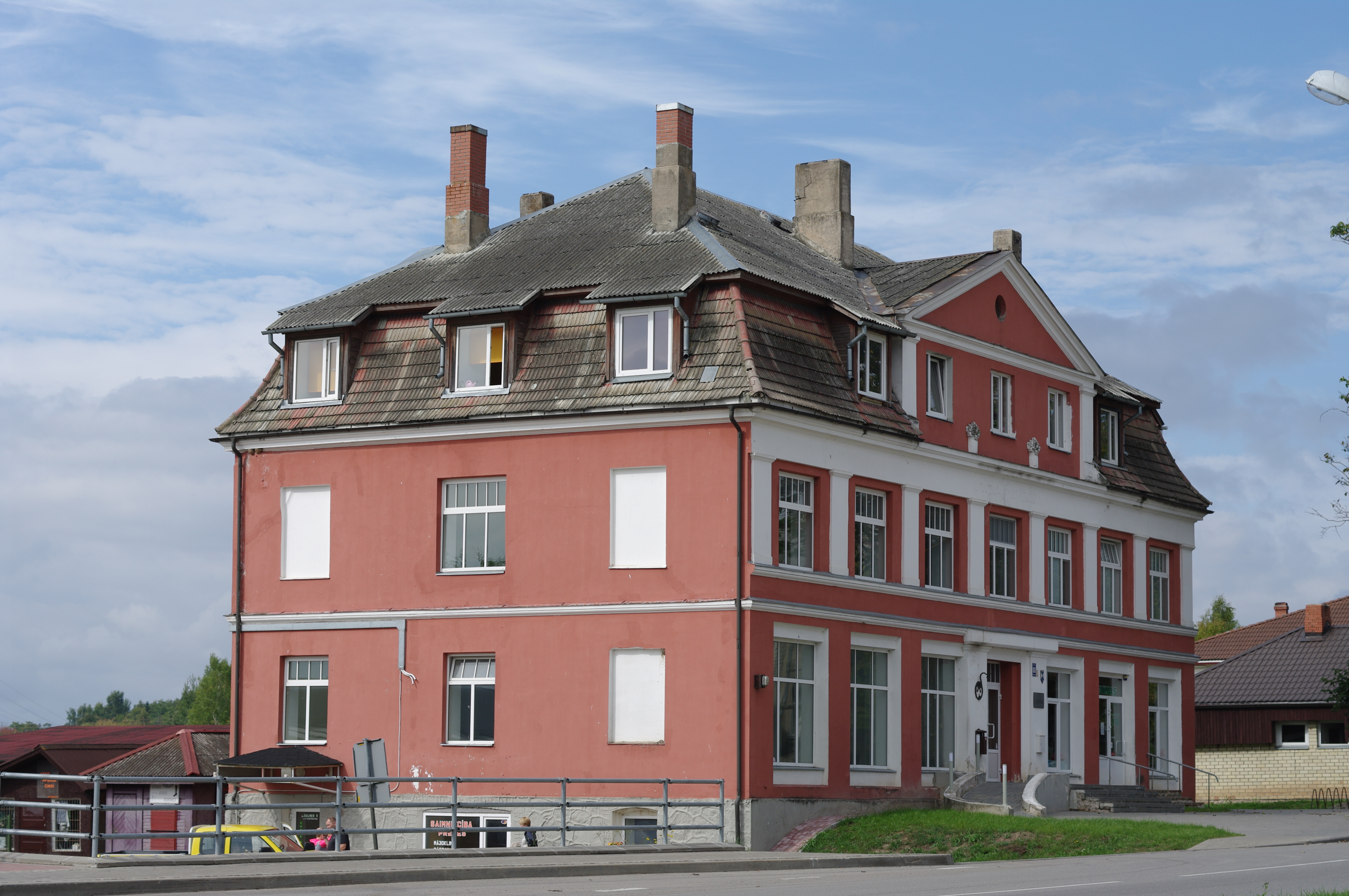
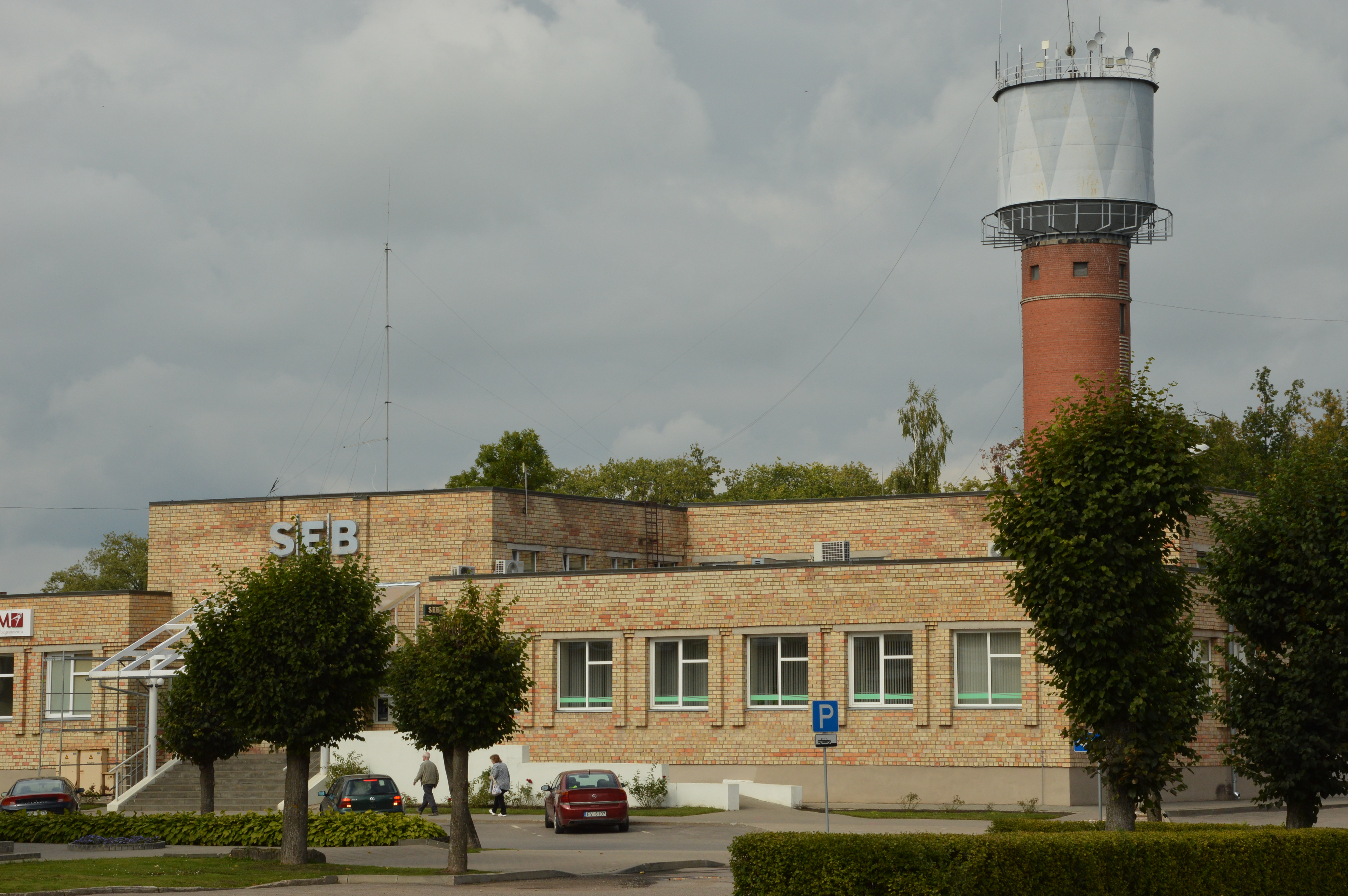
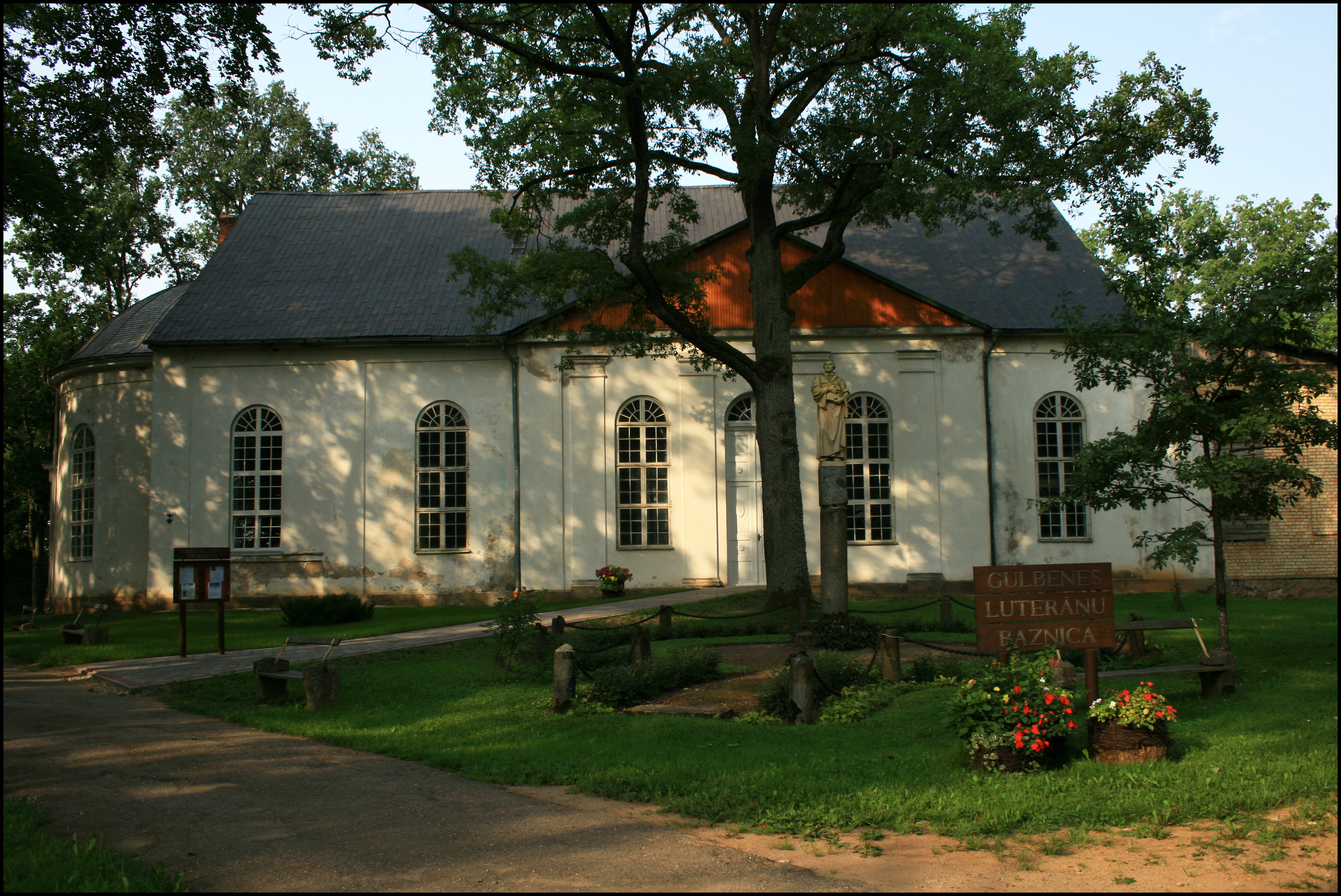
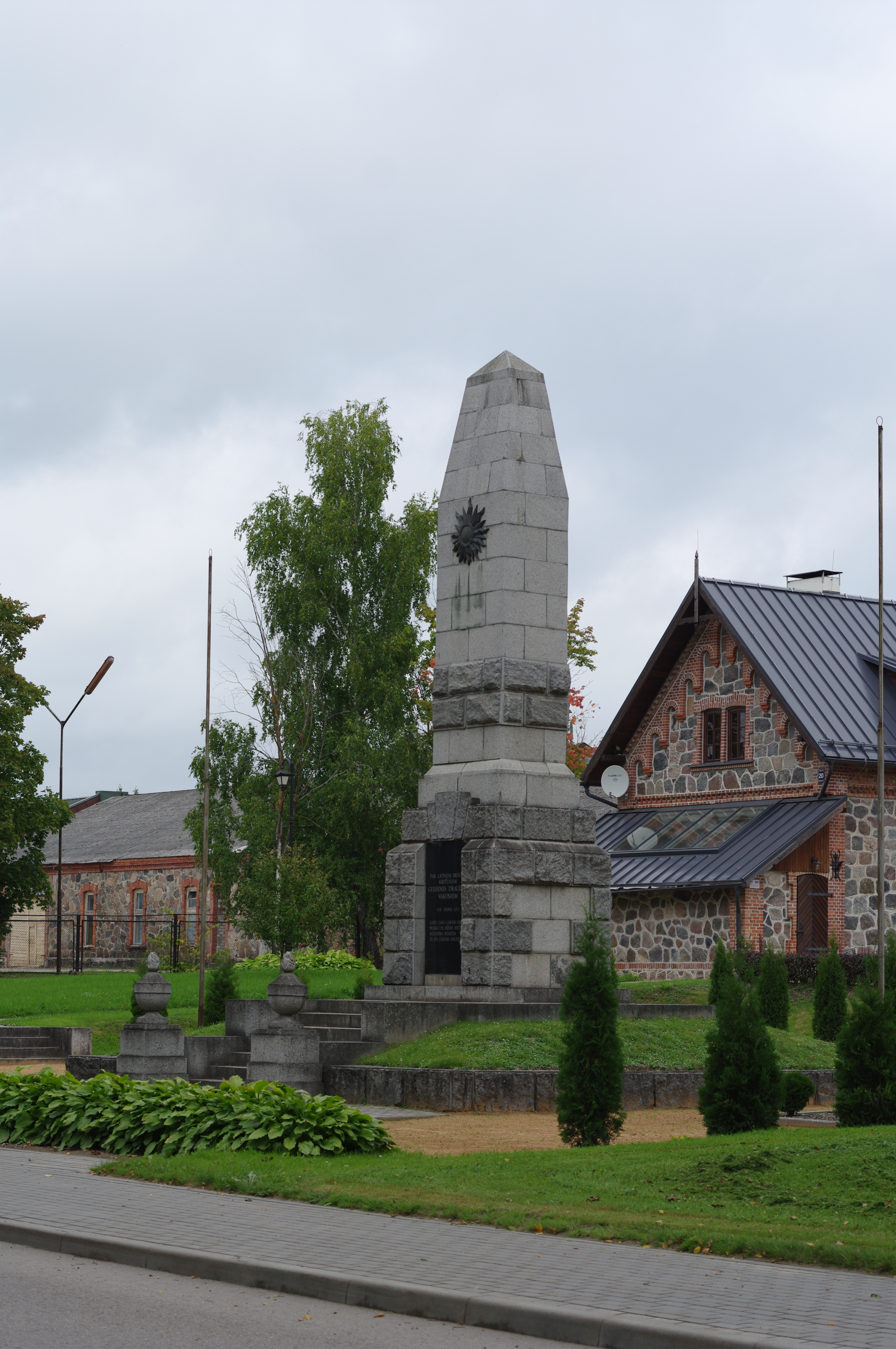
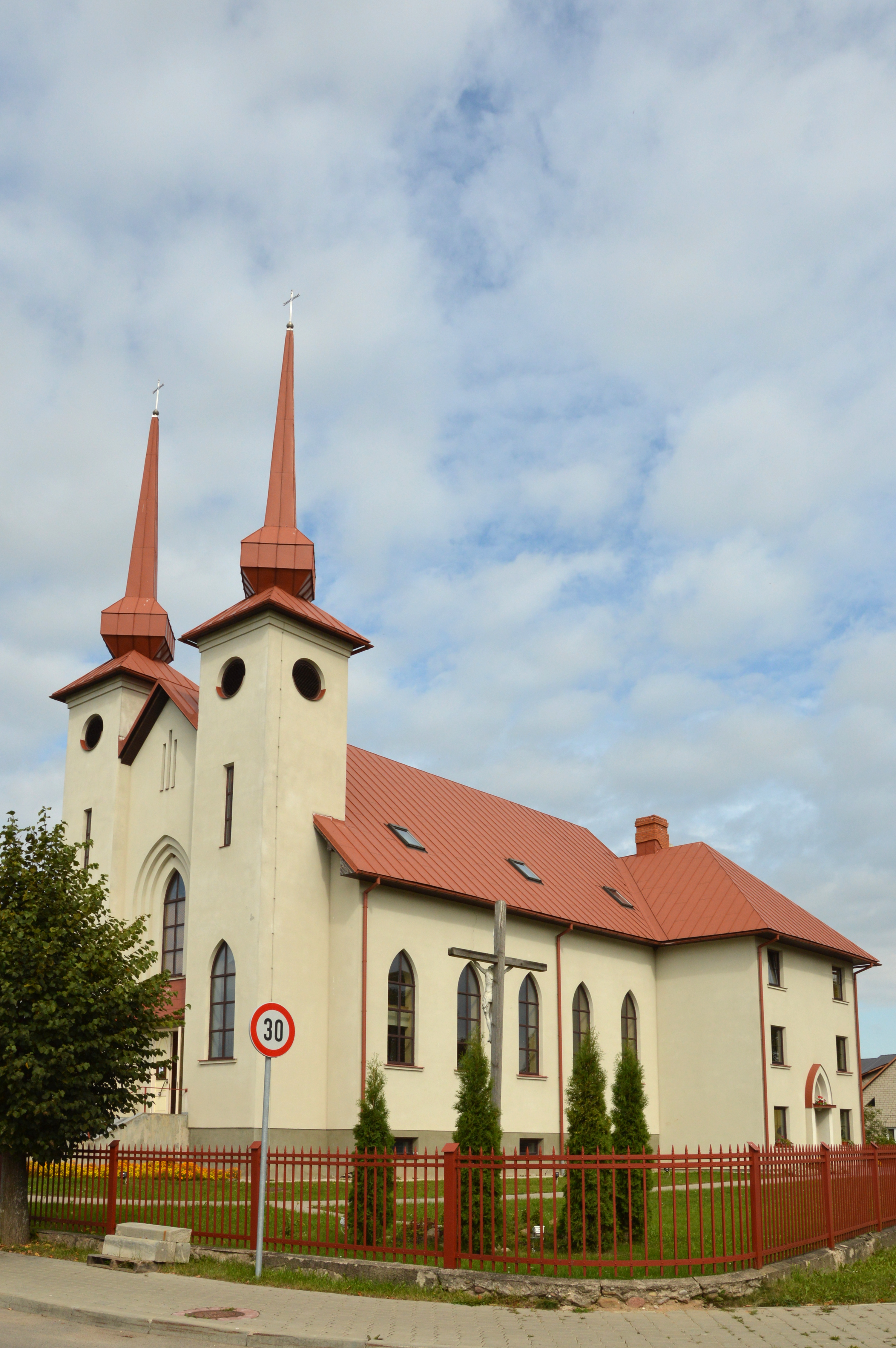

## أعلام
- رولاندس فريمانيس